# Moritz Schneider (Basketballspieler)
Moritz Schneider (* 17. September 1999 in Gießen) ist ein deutscher Basketballspieler.

## Laufbahn
Schneider spielte im Nachwuchsbereich des VfB 1900 Gießen und lief in der Jugend-Basketball-Bundesliga für die Basketball Akademie Giessen Mittelhessen auf, ehe er 2014 in die Jugendabteilung von Science City Jena wechselte. Er wirkte in den Jugendbundesligen und bei der zweiten Jenaer Herrenmannschaft in der Regionalliga mit. Zur Saison 2017/18 schaffte er den Sprung in den erweiterten Bundesliga-Kader der Thüringer. Im November 2017 gab er mit Jena seinen Einstand in der Basketball-Bundesliga.
Im letzten Vorbereitungsspiel zur Saison 2018/19 zog er sich einen Kreuzbandriss zu, weshalb er die gesamte Saison aussetzen musste. Im Juli 2019 verkündeten die Iserlohn Kangaroos aus der ProB die Verpflichtung des Aufbauspielers. Nach drei Spielzeiten in Iserlohn wechselte Schneider im Sommer 2022 innerhalb der Liga zur BG Bitterfeld-Sandersdorf-Wolfen 06. Dort wurde er Mannschaftskapitän. Schneider spielte bis 2025 für die BG und zog sich dann vorerst aus dem Leistungssport zurück, um sich dem Abschluss seiner Ausbildung zu widmen.